# Немачка подморница У-20
Подморница У-20 је била Немачка подморница типа II-Б и коришћена у Другом светском рату. Подморница је изграђена 1. фебруара 1936. године и служила је у 3. подморничкој флотили (1. фебруар 1936 — 1. август 1939) - борбени брод, 3. подморничкој флотили (1. септембар 1939 — 31. децембар 1939) - борбени брод, 1. подморничкој флотили (1. јануар 1940 — 30. април 1940) - борбени брод, 1. подморничкој флотили (1. мај 1940 — 30. јун 1940) - школски брод, 21. подморничкој флотили (1. јул 1940 — 30. септембар 1942) - школски брод, и 30. подморничкој флотили (1. октобар 1942 — 10. септембар 1944) - борбени брод.

## Служба
Подморница У-20, напуста 25. августа 1939. године базу Кил, и одлази на своје прво борбено паролирање, Северним морем. Након 7 дана, она упловљава у базу Вилхелмсхафен, из које однах сутрадан, 1. септембра, креће на ново патролирање. Двадесет дана касније, 20. септембра, У-20 упловљава у Кил, из кога 29. септембра, поново креће у патролирање. Ни на свом трећем патролирању, У-20 није забележила никакве успехе, и 17. октобра 1939. године, она упловљава у базу Кил. Дана 6. новембра, подморница У-20 креће из базе Кил, ка бази Вилхелмсхафе, где стиже 7. новембра. На следеће своје патролирање, и полагање мина, У-20 креће из базе Вилхелмсхафен 18. новембра, а већ 7 дана касније упловљава у Кил. У 01:30 сати, 29. новембра 1939. године, британски трговачки брод  (заповедник Вилијам Смит) из конвоја FN-43, удара у једну мину, коју је 21. новембра положила У-20, на око 1.5 наутичку миљу од Њуарпског брода-светионика. Брод напуста комплетна посада од 37 чланова, и он нешто касније тоне. Све бродоломнике сакупља британски слуп HMS Hastings (L 27) (комодор Е. Х. Винсент) и искрцава их у Саут Шилдс.
Дана, 7. децембра 1939. године, У-20 напуста базу Кил, и креће на ново патролирање. У 19:21 сати, 9. децембра, дански трговачки брод Magnus, је био погођен у предњи део једним торпедо са У-20, на око 40 наутичких миља источно-североисточно од Питерхеда. Прамац брода тоне одмах, а остатак броду, у року од 90 секунди. Од 19 чланова његове посаде, 18 је погинуло, док јединог преживелог, спасава 13. децембра британски рибарски брод Philippe. Брод је нешто раније, у 18:41 сати, гађан једним торпедом, али оно је промашило. Сутрадан, 10. децембра, у 06;55 сати, У-20 испаљује торпедо ка једном трговачком броду, без јасно видљивих националних ознака, који се прелама на два дела и тоне за 3 минута, северно од Шкотске. Највероватније да се овде ради о норвешком трговачко броду Føina (заповедник Оле Јохан Данијел Ларсен), коме се изгубио сваки траг, након што је испловио 7. децембра из Сарпсборга. Два тела су 12. децембра пронађена у једном полупуном чамцу за спасавање са овог брода, на око 160 наутичких миља западно-северозападно од рта Ретрај.
Истог дана, 10. децембра, у 16:00 сати, британски трговачки брод  (заповедник Норман Џосеф Оливиер), који је одлутао од конвоја HG-9, удара у једну мину, положену 21. новембра од подморнице У-20, на око 3 наутичке миље источно од Њуарпског брода-светионика, и тоне. Сви чланови посаде (заповедник и 35 члана посаде) су спашени од једног брода за спасавање. Подморница У-20 упловљава 13. децембра у базу Кил, и ту остаје до 6. јануара 1940. године, када креће на ново патролирање. У 04:30 сати, 13. јануара, незаштићени шведски трговачки брод  је погођен по средини једним торпедом испаљеног из У-20, и тоне за један минут са комплетном посадом од 20 човека, североисточно од Абердина. Дана, 16. јануара, У-20 упловљава у базу Вилхелмсхафен где остаје 5 дана, а затим креће у ново патролирање.
У 20:30 сати, 27. јануара 1940. године, норвешки трговачки брод  (заповедник Џон Биргер Кристенсен) је оштећен услед експлозије једног торпеда, испаљеног са У-20, на око 15 наутичких миља југоисточно од Купенсиа, Оркнијска острва. Торпедо је експлодирало на око 20 метара од брода, проузрокујући једну пукотину на трупу. Он је узет у вучу, али је касније напуштен и тотално уништен, када га је следећег дана струја бацила на један спруд у заливу Тераклиф, у близини Купенсиа. Истог дана у 20:52 сати, дански трговачки брод  (заповедник Ј. В. Торн) је погођен по средини брода једним торпедом, са подморнице У-20, и тоне за 10 секунди, са комплетном посадом од 20 човека, на око 15 наутичких миља југоисточно од Купенсија. Брод Fredensborg је пловио заједно са данским трговачким бродом England, који је истог дана у 21:24 сати, погођен јеним торпедом од У-20, у висини командног моста, услед чега се прелама на два дела и тоне за 2 минута, заједно са 20 чланова посаде на око 15 наутичких миља од Купенсиа. Са брода England, преживео је само један члан посаде. Само два сата касније, у 23:13 сати незаштићени норвешки трговачки брод  (заповедник Адриан Бјорстад) је погођен једним торпедом у крму, од У-20, на око 15 наутичких миља од светионика код Купенсија. Експлозија уништава крму и проузрокује потонуће брода за два минута. Од 19 чланова посаде, само један је преживео овај напад.
Дана, 4. фебруара 1940. године, У-20, упловљава у Вилхелмсхафен, где је посада добила заслужени одмор. Три недеље касније, 27. фебруара, У-20 полази на ново патролирње. У 22:32 сати, 29. фебруара, италијански трговачки брод  је погођен једним торпедом, испаљеног са подморница У-20, и убрзо тоне са 12 чланова посаде. Сутрадан, 1. марта 1940. године, у 03:15 сати, италијански трговачки брод  је погођен једни торпедом у прамац, испаљеног са У-20, али не тоне. Подморница током дана чека зароњена, а затим израња и на напуштени брод испаљује још једно торпедо, услед чега он тоне у 21:14 сати. У-20 упловљава 4. марта у Вилхелмсахфен, и ту остаје 10 дана, а затим креће у нову патролу. Након 9 дана патролирања, 22. марта 1940. године, подморница У-20 упловљава у Кил, и ту остаје до 1. маја, када је почела да се користи као школски брод, све до 30. септембра 1942. године. Од 1. октобра 1942. године, У-20 је уврштена у новоформирану 30. флотилу (на Црном мору), и почиње припрема за њено пребацивање копном, а затим Дунавом, до нове базе, Констанца, Румунија.
На прво своје патролирање Црним морем, У-20 креће из базе Констанца, 22. јуна 1943. године. Свега 4 дана касније, она је нападнута код места Туапсе, од једног совјетског ловца на подморнице, који је бацио на њу 8 дубинске бомбе, а затим је наредна четири сата остала под водом, пошто је у ваздуху патролирао један авиона. Када је подморница изронила, због претрпљених оштећења кренула је назад у Констанцу, где стиже 29. јуна. По завршеном неопходном ремонту, У-20 креће 11. јула у ново патролирање. Иако је провела 28 дана на мору, У-20 није забележила никакве успехе и 7. августа упловљава У Констанцу, из које креће 16. септембра у нову патролу. Ни на овом патролирању од 27 дана, У-20 не бележи никакве успехе. По повратку у Констанцу, 12. октобра 1943. године, долази до смене команданта, и нови комадан подморнице У-20 постаје Карл Графен. Дана, 8. новембра, подморница У-20, полази на ново патролирање.
У 06:02 сати, 29. новембра 1943. године, У-20 испаљује салву од два торпеда, ка једном конвоју, који се састојао од једног танкера, једног торпедног брода и четири патролна чамца, у близини Гогра. Како се није чула детонација, командант Графен сматра да је мета промашена. У стварности једно торпедо је погодило совјетски танкер Peredovik, али је направило само мању рупу на његовом трупу. Подморница У-20, упловљава 9. децембра у Констанцу, чиме завршава још једно патролирање. Три недеље касније, 1. јануара 1940. године, У-20 креће на своје ново патролирање. У 16:23 сати, 16. јануара, У-20 испаљује три торпеда ка совјетском танкеру Vaijan Kutur´e, код рта Анакриа, од којих једно погађа крму, што доводи до потонућа брода на плитко дно, око 06:08 сати, следећег јутра. Када се подморница два дана касније вратила на месту где је потонуо танкер, уочена је нафтна мрља. Четири члана посаде совјетског танкера је погинуло, док је осталих 60 чланова спасено од стране 4 миноловца и 10 патролних чамаца. Након рата, 6. октобра 1945. године, совјети извлаче танкер, оправљајуга и поново уврштавају у своју флоту.
Дана, 26. јануара 1940. године, У-20 упловљава у Констанцу, из које 22. фебруара полази на ново патролирање. Након 35 дана неуспешног патролирања, У-20 се враћа 27. марта у Констанцу. У 15:15 сати, 7. априла 1944. године, совјетска баржа Rion удара у једну мину, коју је 27. фебруара положила У-20 у близини Потиа, и тоне. На ново патролирање, подморница У-20 је кренула тек 11. јуна 1944. године. У 20:28 сати, 19. јуна, незаштићени совјетски путнички брод Pestel је био погођен са два торпеда, испаљених из У-20, и тоне у 22:20 сани, након што се преломио на дела. Совјети су известили, да је брод потопљен у Турским територијалним водама, и да је ескортован од 8 патролних чамаца. Пет дана касније, 24. јуна, У-20 је послала један извештај у коме се каже да је топовском ватром потопила у 10:50 сати један моторни чамац од око 15 тона. Овај чамац је био совјетски десантни чамац DB-26. Подморница У-20 упловљава 11. јула у Констанцу, из које одлази на ново патролирање 19. августа 1944. године, међутим, 23. августа, Румунија капитулира и нова влада објављује рат Трећем рајху, што је довело до тога, да немачка морнарица није могла да користи више базу Констанцу, за своје подморнице. Када је Бугарска, 8. септембра 1944. године, објавила рат Трећем рајху, немачке подморнице на Црном мору више нису поседовале ни једну базу у којој би могле да уплове, те је донесена одлука, да посаде потопе сопствене подморнице. Подморница У-20 је потопљена од посаде 10. септембра 1944. године, у близини Турске обале.

## Команданти
- Ханс Екерман - 1. фебруар 1936 — 30. септембар 1937.
- Карл-Хајц Моеле –1. октобар 1937 — 17. јануар 1940. (Витешки крст)
- Харо фон Клот-Хајденфелт -17. јануар 1940 — 1. април 1940.
- Хајнрих Дривер - 2. април 1940 — 15. април 1940.
- Ханс-Јирген Цетше – 16. април 1940 — 7. јун 1940.
- Отокар Арнолд Паулсен – 8. јун 1940 — 5. јануар 1941.
- Херберт Шауенбург – 6. јануар 1941 — 19. мај 1941.
- Волфганг Штретер – 20. мај 1941 — 4. децембар 1941.
- Курт Нелке – 5. децембар 1941 — 27. март 1942.
- Клеменс Шелер – 7. мај 1942 — 26. септембар 1942.
- Клеменс Шелер – 27. мај 1943 — 31. октобар 1943.
- Карл Графен – 1. новембар 1943 — 10. септембар 1944.

## Бродови
| Име брода | Држава               | Тежина     | Година изградње | Датум напада       | Напомена        |
|           | Уједињено Краљевство | 3.114 тона | 1938.           | 29. новембар 1939. | Потопљен        |
|           | Данска               | 1.339 тона | 1906.           | 9. децембар 1939.  | Потопљен        |
|           | Норвешка             | 1.674 тона | 1915.           | 10. децембар 1939. | Потопљен        |
|           | Уједињено Краљевство | 4.815 тона | 1925.           | 10. децембар 1939. | Потопљен        |
|           | Шведска              | 1.524 тона | 1883.           | 13. јануар 1940.   | Потопљен        |
|           | Норвешка             | 844 тона   | 1918.           | 27. јануар 1940.   | Тотално уништен |
|           | Норвешка             | 1.591 тона | 1911.           | 27. јануар 1940.   | Потопљен        |
|           | Данска               | 2.094 тона | 1922.           | 27. јануар 1940.   | Потопљен        |
|           | Данска               | 2.319 тона | 1930.           | 27. јануар 1940.   | Потопљен        |
|           | Краљевина Италија    | 4.211 тона | 1914.           | 29. фебруар 1940.  | Потопљен        |
|           | Краљевина Италија    | 5.340 тона | 1918.           | 1. март 1940.      | Потопљен        |
|           | СССР                 | 1.846 тона | 1939.           | 29. новембар 1943. | Оштећен         |
|           | СССР                 | 7.602 тона | 1932.           | 16. јануар 1944.   | Тотално уништен |
|           | СССР                 | 187 тона   | --              | 7. април 1944.     | Потопљен        |
|           | СССР                 | 1.850 тона | 1890.           | 19. јун 1944.      | Потопљен        |
|           | СССР                 | 9 тона     | 1943.           | 24. јун 1944.      | Потопљен        |
| --------- | -------------------- | ---------- | --------------- | ------------------ | --------------- |